# Bacouel-sur-Selle

Bacouel-sur-Selle este o comună în departamentul Somme, Franța. În 1 ianuarie 2022 avea o populație de 466 de locuitori.